# Sturnira perla
Sturnira perla és una espècie de ratpenat de la família dels fil·lostòmids. És endèmic de l'Equador. El seu hàbitat natural són les selves tropicals de plana. Viu a altituds força inferiors a les que ocupen les altres espècies equatorianes de Sturnira. El seu nom específic significa 'perla' en llatí i fou escollit per tres motius diferents: el seu sentit figurat de «molt preuat», en referència a la forma globular del seu crani i en referència al Bosque Protector La Perla, on en fou trobada la majoria d'espècimens.